# Белизский креольский язык
Белизский креольский язык (самоназвание Belize Kriol, Kriol) — креольский язык на английской основе, на котором говорят креолы Белиза. Белизский креольский является родным языком для некоторых гарифуна, метисов, майя и других этнических групп.

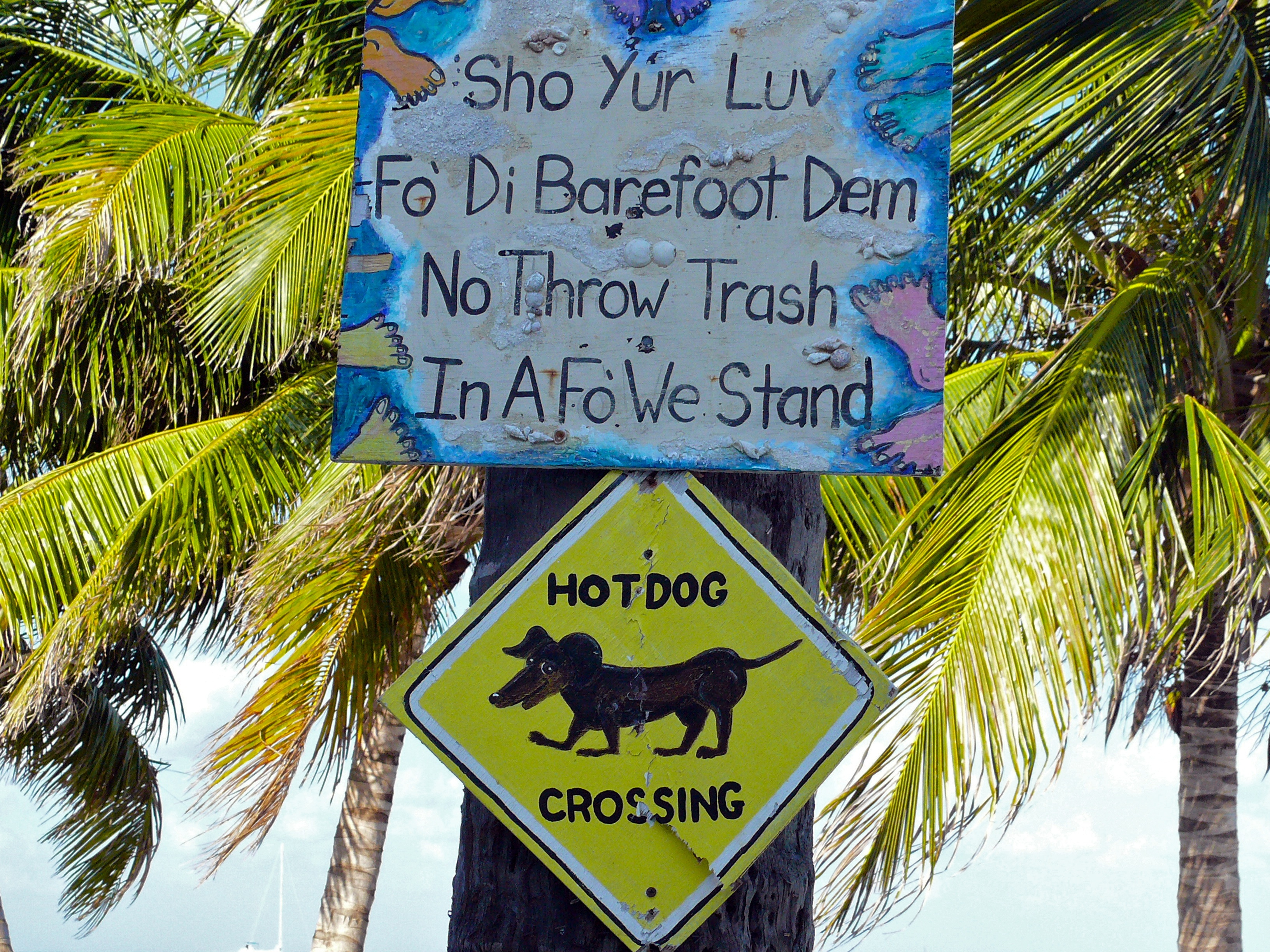
Знак на белизском креольском

Белизский креольский — контактный язык, который развивался и рос в период с 1650 по 1930 год в результате работорговли. Как и многие другие креольские языки, белизский креольский сначала возник как пиджин. Это был способ общения между людьми с разным происхождением и языком, в данном случае рабами и английскими колонизаторами, работавшими на лесозаготовках. С течением поколений язык превратился в креольский, ставший для некоторых людей родным.
Сегодня белизский креольский является первым или вторым языком для большинства жителей страны. Многие из них также говорят на английском, и происходит быстрый процесс декреолизации. В результате существует креольский континуум, и носители могут переключаться между различными мезолектными регистрами, от самых базилектных до акролектных разновидностей. Акролект, как и базилект, встречается редко.